# Raphaël de Lozon
Raphaël de Lozon (Saint-Lô, 1731 - Valognes, 1er juin 1771) est un architecte français du siècle des Lumières.

## Historique
Lozon est le bâtisseur de la partie XVIIIe siècle du château du Pont-Rilly à Négreville pour le marquis d'Ourville, Paul de La Houssaye (1708-1791). Après avoir édifié les deux pavillons, il finira par être renvoyé,.
Il participe alors à la construction de l'hôtel de Beaumont à Valognes pour Pierre-Guillaume Jallot (1710-1771), comte de Beaumont. On lui doit notamment le superbe avant-corps galbé à ordres superposés de la façade sur cour.
Alors que la demeure est pratiquement achevé, Lozon meurt dans les combles de l'hôtel le 1er juin 1771.